# Ftalsyra
Ftalsyra (1,2-bensendikarboxylsyra) är en aromatisk karboxylsyra med formeln C6H4(COOH)2. Den är isomer till isoftalsyra och tereftalsyra. Ftalsyrans salter och estrar kallas ftalater.

## Historia
Ftalsyra framställdes första gången 1836 av den franske kemisten Auguste Laurent genom att oxidera naftalentetraklorid. Auguste antog felaktigt att syran han upptäckt var ett derivat av naftalen och gav den namnet naftalensyra. Den schweiziske kemisten Jean Charles Galissard de Marignac fastställde ftalsyrans riktiga formel och gav den dess nuvarande namn.

## Egenskaper
Om ftalsyra hettas upp till 210 °C sönderfaller den till ftalsyraanhydrid (C8H4O3) och vattenånga.

## Framställning
Under lång tid var Auguste Laurents metod att först halogenera och sedan oxidera naftalen den enda kända metoden.
Idag framställs ftalsyra genom oxidation av orto-xylen med kvicksilver som katalysator.
  +  3 O2  {\displaystyle \rightarrow }  +  2 H2O

## Användning
Ftalsyra används för framställning av många olika former av konstharts, färgämnen och mjukgörare.
Till exempel kan det ingå i alkydharts, där det med en alkohol, ofta glycerol, bildar en polyester, som i sin tur förses med omättade fettsyror från exempelvis linolja.